# نئوکورتکس
نئوکورتکس یا نوقشر (به انگلیسی: Neocortex) بخشی از مغز پستانداران است. این بخش لایهٔ بیرونی دو نیم‌کره مغزی است و خود از شش لایه I تا VI تشکیل شده‌است که VI درونی‌ترین و I بیرونی‌ترین لایه آن است. نئوکورتکس بخشی از قشر مغز است و در همه پستانداران، در عملکرد حواس، تولید دستورهای حرکتی، تصمیم‌گیری مکانی، خودآگاهی و زبان نقش دارد.

## فرگشت
بررسی‌های کالبدشناسی تطبیقی نشان داده‌اند که نئوکورتکس مغز به نسبت به تازگی فرگشت یافته و همچنین پس از سایر بخش‌های مغز و روی آن رشد کرده‌است.
نئوکورتکس در ماهی‌ها و دوزیستان حضور ندارد و تنها به شکل تحلیل‌رفته‌ای در میان بعضی خزندگان و دیگر جانوران دیده شده‌است. این بخش در موش‌ها و گربه کمتر شکل یافته، ولی در میان نخستی‌سانان بسیار رشد یافته به گونه‌ای که نقش مهمی در انسان شدن انسان خردمند (هوموساپین‌ها) ایفا می‌کند. در مقایسه، نئوکورتکس ۲۰ درصد وزن مغز حشره‌خورها و ۸۰ درصد مغز انسان را تشکیل می‌دهد.

## روانشناسی
پستاندار، رده ای جانوری است که به فرزند خود شیر می‌دهد و از او نگهداری می‌کند؛ بنابراین لازم می‌آید که واژه «نگهداری» در مغز او موجود باشد و این توسط نئوکورتکس رخ می‌نماید. برخی از جلوه‌های نئوکورتکس که در پستاندارن به اوج رسیده‌اند عبارتند از:
- محبت و نگرانی مادر به کودک
- عشق و همبستگی بین همسران
- ثبت خاطرات
- رؤیا در خواب عمیق
- بهبود حافظه و یادگیری
- مشارکت‌های اجتماعی